# Listerióza
Listerióza je infekční onemocnění způsobené grampozitivní bakterií Listeria monocytogenes. U lidí se vyskytuje spíše sporadicky, nicméně může dojít i k epidemiím, listerióza se také může stát nemocniční nákazou (nosokomiální výskyt). U zdravých lidí s dostatečnou imunitou probíhá bezpříznakově nebo jako onemocnění podobné chřipce, ale je příčinou potratů u těhotných žen, celkových septických onemocnění novorozenců a zánětů mozku a mozkových blan u starých a oslabených osob.

## Původce a jeho přítomnost v prostředí
Původcem listeriózy je malá grampozitivní tyčinka, L. monocytogenes. Je to fakultativní intracelulární parazit, je schopná dlouhodobě přežívat v prostředí, vyskytuje se v půdě i vodě. Studie naznačují, že až 10 % lidí má ve střevě tuto bakterii, aniž by se u nich projevily příznaky nemoci.
Listerióza je zoonóza, onemocnět mohou i zvířata včetně hospodářských (např. ovce, skot), přičemž i mezi zvířaty se vyskytují bezsymptomatičtí nosiči, kteří bakterii vylučují tělními sekrety včetně výkalů a mléka. V přírodě jsou rezervoárem nákazy především hlodavci. Známa je také listerióza ptáků.

## Epidemiologie
Listerióza je alimentární onemocnění, k nákaze dochází nejčastěji požitím kontaminované potraviny. V porovnání s dalšími bakteriálními nemocemi, které se přenášejí potravou, je vzácná:
Alimentární infekce v ČR, 1996–2005, výskyt na 100 000 obyvatel
| onemocnění        | 1996   | 1997   | 1998   | 1999   | 2000   | 2001   | 2002   | 2003   | 2004   | 2005   |
| ----------------- | ------ | ------ | ------ | ------ | ------ | ------ | ------ | ------ | ------ | ------ |
| listerióza        | 0,10   | 0,10   | 0,10   | 0,13   | 0,22   | 0,20   | 0,20   | 0,12   | 0,16   | 0,15   |
| shigelóza         | 7,77   | 5,96   | 4,96   | 5,05   | 5,33   | 3,44   | 2,80   | 3,73   | 3,18   | 2,72   |
| kampylobakterióza | 22,08  | 35,16  | 53,83  | 95,72  | 164,67 | 210,48 | 227,49 | 196,66 | 249,75 | 295,89 |
| salmonelózy       | 466,71 | 387,41 | 493,70 | 436,12 | 391,66 | 326,55 | 274,14 | 263,67 | 301,01 | 321,95 |

Údaje z Centra epidemiologie a Mikrobiologie  
Nejčastěji se nakazí kojenci mladší jednoho měsíce a lidé ve věku nad 60 let, v dalších 30 % případů jsou pacientkami těhotné ženy. Těhotné ženy ve věkové skupině do 40 let tvoří dokonce 60 % všech zaznamenaných případů listeriózy. Další ohroženou skupinou jsou lidé, jejichž imunitní systém byl nějakým způsobem oslaben: onkologičtí pacienti, HIV pozitivní, lidé s onemocněním ledvin, diabetici nebo pacienti po transplantacích, kteří užívají léky potlačující imunitní odpověď organismu, a lidé dlouhodobě užívající léky obsahující glukokortikoidy.
V naprosté většině případů se listerióza vyskytne jako jednotlivé sporadické onemocnění, je proto obtížné zjistit, odkud nákaza pochází. Při kontaminaci potravin při výrobě nebo při zpracování, dostanou-li se takové potraviny k většímu množství lidí, způsobuje epidemie.

## Přenos nákazy
K infekci dochází nejčastěji perorálně infikovanými potravinami, k pomnožení L. monocytogenes v potravinách může dojít při primární kontaminaci syrových potravin (např. nedostatečně pasterizované mléko, měkké sýry, paštika, nemytá zelenina) a dále při sekundární kontaminaci v průběhu vlastního vaření a uchování hotových pokrmů při pokojové teplotě, zkřížené kontaminaci při přípravě potravy a při nedostatečné osobní hygieně pracovníků manipulujících s potravinami.
Mezi rizikové potraviny z hlediska nákazy listeriózou patří:
- nepasterizované výrobky, nedostatečně pasterizované mléko
- lahůdkové výrobky
- saláty
- uzeniny
- zrající sýry
- nemytá zelenina
- nedostatečně tepelně zpracované pokrmy
- ohřívané pokrmy

Obecně jsou rizikem všechny potraviny, které se před vlastní konzumací tepelně neupravují a pokrmy, které byly dlouho skladovány v chladničce - L. monocytogenes se dokáže, i když pomalu, množit i při teplotě 4 °C a proto se po nějaké době z původně neškodné potraviny může stát líhniště listérií. Listérie se zničí varem.
Dalším způsobem přenosu je vertikální, kdy se plod nebo novorozenec nakazí od matky in utero nebo během porodu stykem s vaginálními sekrety, které obsahují živé bakterie.
Možný je také přenos kontaminovanými pomůckami, byly popsány hromadné výskyty na novorozeneckých odděleních.
Vzácnější popsané případy je nákaza skrze spojivku oka, popsaná u zaměstnanců drůbežích jatek, a kožní forma onemocnění, která se může vyskytnout u lékařů, kteří jsou ve styku s nemocnými novorozenci, nebo u veterinářů, kteří jsou v kontaktu s nemocnými zvířaty nebo potracenými plody.
Infekční dávka u citlivých osob může činit pouhých 1000 bakteriálních buněk , i když záleží také na virulenci konkrétního kmene.

## Průběh nemoci
Problémem u listeriózy není její rozšíření a velké množství pacientů, spíše je to velká mortalita u vnímavých skupin obyvatel. Průměrná mortalita může dosahovat 20 až 30 %, u pacientů nad 60 let se již blíží 60%, neléčená encefalická forma může vést ke smrti i v 70 % případů.
Listerióza často vede ke smrti nenarozeného plodu a k potratu, smrtnost novorozenců je 30-50% 
U dospělých, zdravých osob naopak často probíhá bezpříznakově, tyto případy často zůstávají neodhaleny. Všechny nemocné osoby vylučují bakterie v tělních sekretech a ve výkalech, a to až po dobu několika měsíců.
Po inkubační době, která trvá nejčastěji kolem 3 týdnů (rozpětí 3-70dnů), se mohou objevit symptomy nemoci. Listerióza se může projevovat několika odlišnými způsoby:
- Febrilní gastroenteritida

Tato forma listeriózy se může objevit u předtím zdravých, netěhotných dospělých. Typicky se objevuje do 24 hodin po požití velkého množství bakterií a trvá asi 2 dny. Projevuje se horečkou, vodnatým průjmem, nevolností, mohou se objevit bolesti hlavy, kloubů a svalů.
L.monocytogenes se vyskytuje jen ve střevech, nešíří se dál.
- Bakterémie

Napadne-li L. monocytogenes bílé krvinky, dostane se v nich do krve. Bakterémie je obecné označení pro stav, kdy se v krvi nacházejí živé bakterie. Klinicky se projevuje jako akutní horečnaté onemocnění provázené bolestmi svalů, kloubů, hlavy a zad, mohou se objevit průjmy nebo nevolnost. Tato forma postihuje dospělé netěhotné osoby, při dalším oslabení imunitního systému může přejít v encefalickou formu.
- Encefalická forma

Tato vážná forma listeriózy se nejčastěji objevuje u novorozenců, starých osob a osob oslabených nemocí, jako jsou nádorová onemocnění, HIV nebo AIDS, diabetes, cirhóza jater nebo astma, a také u pacientů po transplantacích, kteří užívají léky potlačující imunitní odpověď organismu.
L. monocytogenes má afinitu k mozkové tkáni, zvláště k mozkovému kmeni a obalům mozku, a nezabrání-li imunitní systém šíření nákazy v organismu, projeví se listerióza jako meningitida,meningoencefalitida nebo encefalitida. To se projevuje změnami vědomí, křečemi, zmateností a dalšími nervovými příznaky, v pokročilém stadiu kómatem a často i smrtí.
L. monocytogenes je až pátá nejčastější příčina bakteriální meningitidy, ale zato vykazuje největší mortalitu, 22%. Hnisavá forma encefalitidy je běžná u novorozenců, po vyléčení může vést k hydrocefalu nebo mentálnímu postižení.
Rhomboencefalitida, tedy zánět mozkového kmene, je vzácná forma listeriózy, která se objevuje u zdravých, dospělých osob. Nejprve se objevuje horečka provázená nevolností, zvracením a bolestí hlavy, následují poruchy funkce hlavových nervů, poruchy funkce mozečku nebo hemiparézy a hypestézie, následují poruchy vědomí. Průměrná smrtnost dosahuje 51%, u neléčených pacientů je 100%, při léčbě ampicilínem nebo penicilínem méně než 30%, nicméně 61% vyléčených pacientů přetrvávají neurologické potíže.
V 10% případů encefalické formy se vytvoří abscesy v mozku.
- nákaza plodu během těhotenství

Těhotné ženy jsou zvláště vnímavé k listerióze, vyskytuje se u nich bakteriémie, ale encefalická forma je vzácná. Namísto toho se listérie koncentrují v pohlavních orgánech, napadají dělohu a fétus. U žen samotných probíhá infekce bez vnějších příznaků nebo se objeví symptomy připomínající chřipku, infekce ale způsobí zánět placenty a plodových obalů a infekci plodu, která může vést k potratu (hlavně v druhém a třetím trimestru) nebo vyvolá předčasný porod. Asi 22% případů končí intrauterinní smrtí nebo smrtí novorozence v důsledku celkové sepse, u dvou třetin přežívajících novorozenců se listerióza objeví až po porodu jako celková sepse nebo jako hnisavá meningitida.
- infekce novorozenců

Novorozenci jsou také velmi vnímaví k infekci. K infekci může dojít už během porodu stykem s infikovanými vaginálními sekrety, má-li matka listeriózu, byly popsány i případy přenosu infikovaným materiálem na novorozeneckém oddělení. Průběh onemocnění závisí na tom, kdy se objeví první příznaky nemoci.
Onemocnění novorozenců mladších 5 dnů se projevuje sepsí, horečkou, problémy s dýcháním a neurologickými poruchami. Může vést ke tvorbě granulomů ve všech vnitřních orgánech a ke smrti. Mortalita je v tomto případě vysoká, 20-30%.
U starších novorozenců je typickým nálezem meningitida.
- endokarditida

Endokarditida, neboli zánět osrdečníku, se vyskytuje asi 7,5% případů listeriózy dospělých osob. U této formy je vysoké riziko vzniku sepse a má vysokou smrtnost (48%)
- peritonitida

Zánět pobřišnice se může objevit zvláště u pacientů s cirhózou jater.
- kožní příznaky a jiné

Kožní příznaky, jako je vyrážka nebo puchýře, někdy provázené horečnou nebo zimnicí, se mohou objevit u lidí, kteří přišli do styku s infekčním materiálem, jako jsou nemocní novorozenci nebo mrtvé plody. Dostane-li se větší množství bakterií do oka, mohou způsobit zánět spojivek. Další popsané projevy zahrnují septickou artritidu, osteomyelitidu nebo zápaly plic.

## Listerióza u zvířat
K listerióze je vnímavých i mnoho druhů domácích i divoce žijící zvířata, z domácích zvířat jsou nejcitlivější přežvýkavci, zvláště skot a ovce. Typickým projevem je meningoencefalitida často končící úhynem nebo aborty a záněty dělohy. Nejčastěji se nakazí kontaminovanou siláží.
Nakažená zvířata vylučují původce výkaly i mlékem. V Česku se listerióza v chovech vyskytuje sporadicky jako enzootie.

## Laboratorní diagnostika
Diagnóza listeriózy je potvrzena kultivačním nálezem L.monocytogenes ve stolici, v krvi, mozkomíšním moku, v placentě a mrtvém plodu při potratu nebo ve vzorcích jater, ledvin nebo sleziny při pitvě pacientů se septickou formou, event. ve vzorcích mozkové tkáně při encefalické formě.

## Léčba
L. monocytogenes je citlivá k penicilinu, ampicilinu, vancomycinu, ciprofloxacinu, linezolidům, azithromycinu a kotrimoxazolu. Betalaktamová antibiotika se používají v kombinaci s aminoglykosidy (např. Gentamicin). Léčba trvá 2-6 týdnů, v závislosti na typu nemoci.
Proti listerióze není očkování, jedinou prevencí je důkladná tepelná úprava potravin a dodržování hygienických opatření.